# Arquipélago das Ilhas Salomão
O Arquipélago das Ilhas Salomão são um arquipélago da Oceania localizado no oeste do Oceano Pacífico, a nordeste da Austrália. Está situado na sub-região da Melanésia, dentro da região biogeográfica de Oceania Próxima. As ilhas mais ocidentais constituem a Região Autônoma de Bougainville e pertencem a Papua-Nova Guiné, enquanto as outras ilhas pertencem ao estado homônimo das Ilhas Salomão. O arquipélago possui uma área de tem cerca de 1.100 quilômetros de extensão e 600 quilômetros de largura e uma área total de 40.000 km².
A ilha setentrional de Bougainville e os ilhéus adjacentes pertencem a Papua Nova Guiné. As outras oito principais ilhas e uma infinidade de ilhotas de corais se tornaram independentes em 7 de julho de 1978 como Ilhas Salomão cuja capital é Honiara, localizada na segunda maior ilha, Guadalcanal. As outras principais ilhas do arquipélago, todas as partes das Ilhas Salomão, são Choiseul, Nova Geórgia, Santa Isabel, Malaita e San Cristóbal.

## Geografia

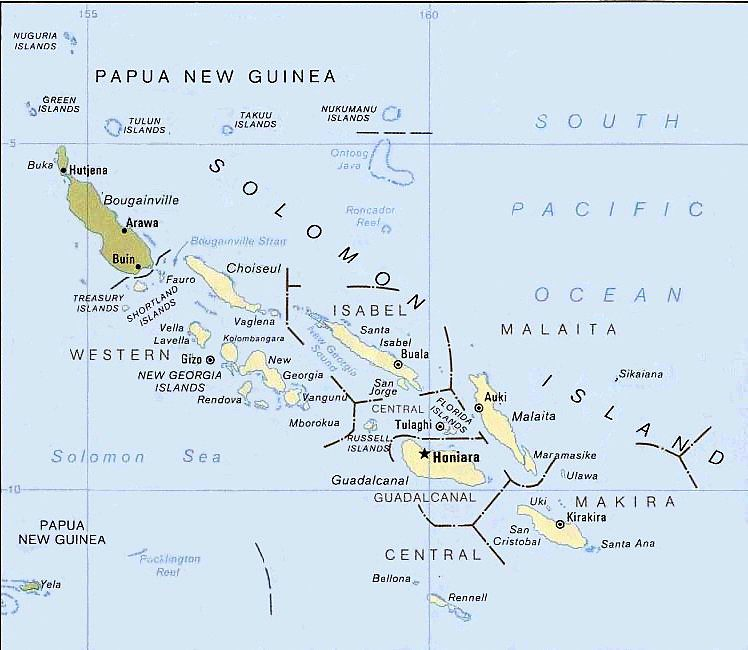
Arquipélago das Ilhas Salomão: com as Ilhas Salomão em amarelo e Bougainville (parte da Papua Nova Guiné) em marrom.

As principais ilhas que compõem o arquipélago das Ilhas Salomão são as seguintes:
- Papua-Nova Guiné:
  - Bougainville
  - Buka

- Ilhas Salomão:
  - Ilha Choiseul
  - Guadalcanal, onde está a capital do país, Honiara;
  - Ilha de Santa Isabel
  - Makira
  - Malaita
  - Rennell
  - Ilha Bellona
  - Ilhas Florida
  - Ilhas Russell
  - Ilhas da Nova Geórgia